# Мадлен Джейкобс
Мадлен Джекобс (англ. Madeleine Jacobs; нар.11 листопада 1946) — американська науковиця, редакторка та популяризаторка науки. Генеральний директор Американського хімічного товариства у 2004—2014 роках, та президент і генеральний директор Ради президентів наукових товариств у 2015—2016 роках.

## Ранні роки
Мадлен Джейкобс народилася у Вашингтоні, округ Колумбія, у сім'ї Джозефа і Гелен Рейнес. Батько — музикант, грає на фаготі, мати працювала секретаркою. У 1968 році Джейкобс здобула ступінь бакалавра з хімії в Університеті Джорджа Вашингтона. У 1969 році здобула ступінь магістра з органічної хімії в Мерілендському університеті (Коледж-Парк). У 2003 році отримала почесний докторський ступінь в Університеті Джорджа Вашингтона.

## Кар'єра
З 1969 року Джейкобс працювала репортеркою в науковому журналі Chemical & Engineering News (C&EN). У 1972 році, після роботи у C&EN, працювала два роки в Національному інституті охорони здоров'я та Національному бюро стандартів (тепер Національний інститут стандартів і технологій). У 1979 році влаштувалася науковою авторкою в Смітсонівському інституті. В 1987 році призначена на посаду директора Управління громадських справ, яку займала до 1993 року.
У 1993 році Джейкобс повернулася в журнал C&EN на посаду редакторки-менеджерки, а з 1995 року — головної редакторки. У 2004 році обрана на посаду генерального директора Американського хімічного товариства. Вона була першою жінкою на цій посаді, а також першою особою, яка обіймала цю посаду, не маючи ступеня доктора філософії.

## Основні нагороди та відзнаки
- Золота медаль Смітсонівського секретаря за виняткову службу (1993)[8]
- Нагорода Американського хімічного товариства за заохочення жінок до кар'єри в хімічних науках (2003)[11]
- Премія Американської кристалографічної асоціації за державну службу (2004)[12]